# Tự Vĩnh
Tự Vĩnh (chữ Hán giản thể: 叙永县, Hán Việt: Tự Vĩnh huyện) là một huyện thuộc địa cấp thị Lô Châu, tỉnh Tứ Xuyên, Cộng hòa Nhân dân Trung Hoa. Thời xưa có tên gọi là Vĩnh Ninh. Huyện lỵ huyện này ở trấn Tự Vĩnh. Huyện Tự Vĩnh có diện tích 2984,41 km2, dân số năm 2005 là 661.631 người, trong đó các dân tộc thiểu số là 38.000 người, chiếm 6%, dân số phi nông nghiệp là 98.602 người, chiếm 14,1%.